# Stea gigantă luminoasă
O stea gigantă luminoasă este o stea de clasă de luminozitate II. În diagrama Hertzsprung-Russell, gigantele și gigantele luminoase formează două ramuri deasupra secvenței principale. Ele se situează între stelele supergigante și gigante, iar raza (10–100 de raze solare) și luminozitatea (10–1.000 de luminozități solare) pentru o temperatură efectivă dată. 

## Exemple
- Epsilon Canis Majoris (Adhara): gigantă luminoasă albastră-albă (tip B)
- Gamma Canis Majoris (Muliphein): gigantă luminoasă albastră-albă
- Theta Scorpii (Sargas): gigantă luminoasă galbenă-albă (tip F)
- Beta Capricorni (Dabih): gigantă luminoasă galbenă (tip G)
- Alpha Hydrae (Alphard): gigantă luminoasă orange / portocalie (tip K)
- Alpha Herculis (Rasalgethi): gigantă luminoasă roșie (tip M).